# الفرش المنتجة للحيوانات
يتضح من علم السلوك وتربية الحيوانات ، بأن الفراش هوعبارة عن مادة، عادة ما تكون عضوية، تستخدمها الحيوانات لتدعم أجسامها عند الراحة أوبعبارة أخرى عند السكون. حيث أن هذه المادة تقلل الضغط على الجلد، و تخفض درجة الحرارة ، وتقلل التلوث الناتج عن النفايات التي ينتجها الحيوان أو الكائنات التي تتشارك في مكان المعيشة مع الحيوانات 

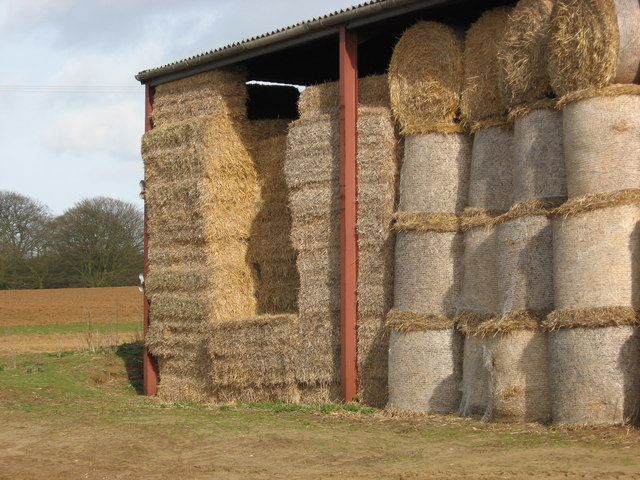
القش هو عبارة عن مادة شائعة الاستخدام في صنع الفراش

## أنواع الفراش
نشارة الخشب (كالصنوبر، والأرز، والحور الرجراج) هي عبارة عن مادة ماصة وتتميز بسيطرتها الجيدة على الرائحة.تستخدم القوامات المختلفة من نشارة الخشب كالقطع الناعمة، والفتات الناعم، والقطع السميكة للحيوانات المختلفة، فيمكن أن تكون نشارة الخشب مغبرة وتحتوي على زيوت عطرية والتي قد تسبب اضطرابات في الجهاز التنفسي، والجهاز الهضمي، والمسالك البولية، والجلد، وغيرها من المشاكل الصحية في بعض الحيوانات.فيتميز الحور الرجراج ونشارة الخشب المجففة بأنهما أقل غبارا، إضافة إلى ذلك إنعدام الزيوت فيهما.
تتميز فرش القنب بأنها ماصة للغاية ولذلك هي فعالة، ولها سيطرة جيدة على الرائحة، كما إنها توفر عزلا أكثر من المواد الأخرى المستخدمة لصنع الفرش. بالإضافة إلى ذلك، فيعتبرالقنب طاردا طبيعيا للآفات كما أنه لا يغري الخيول لتناوله، ونظرا لقلة الغبار فيوصى استخدامه للخيول التي تعاني من الحساسية ومشاكل في الجهاز التنفسي، ومن الاعتبارات البيئية فإن القنب أكثر استدامة من الخشب لأنه يتطلب وقتا أقل وتدخلا بشريا أقل للنمو بشكل متكرر.
لا تحتوي فرش كوز الذرة على الزيوت العطرية أو الغبار، وتجفف بالحرارة مما يجعل فاعليتها في الامتصاص عالية، فحينما يمتص كوز الذرة الماء أو البول، فيبتدأ بالاحتفاظ بالسوائل، ولهذا السبب فهو بحاجة إلى تنظيف يومي، فإذا لم يتم المحافظة عليه بطريقة صائبة، فقد يكون سببا لحدوث العدوى البكتيرية. فتقطيع كوز الذرة إلى قطع صغيرة يجعلها سلسة للامتصاص، ولكن هذا الأمر قد يبدو خطيرا إذا ابتلعت من قبل الحيوانات الصغيرة لأنها سهلة اللإبتلاع.
تتضمن الفرش المنتوجة من الورق سواءً من الأوراق المعاد تدويرها أو صناديق الورق المقوى. فالمروشات المنتوجة من الورق هي الأمثل للحيوانات التي تعاني من الحساسية لأنه لا يحتوي على الزيوت وفيه القليل من الغبار. على العكس من الفرش المنتوجة من كوز الذرة فإن فرش الورق لا تسبب آثار سلبية عند استهلاكها، فالورق هو عبارة عن مادة شديدة الامتصاص، ولكن عند تشبعه بالماء أو البول تنبعث منه رائحة قوية.
القش هو عبارة عن سيقان ناعمة وجافة تحتوي على حبوب صغيرة مثل الشعير، والشوفان، والأرز، والذرة و القمح، فيتميز القش بسهولة استخراجه، حيث أنه يتواجد في معظم المناطق الزراعية، فحينما تقرر استخدام القش فمن اللازم التأكد من أن القش ليس للأكل، لفعل هذا الأمر يجب التحقق من البذور لتأكد بأنها ليست متاحة للاستهلاك. كما أن القش يتميز بأن له فاعلية ممتازة في الامتصاص على العكس من الأسطح.
يتكون التبن من أعشاب مقطعة ومجففة، مع أن الاستخدام الأكثر شيوعا للتبن استخدامه في الطعام، كذلك يمكن استخدامه لغرض إنتاج فرش للحيوانات؛ وإذا لم يقدم غذاء كافي للحيوانات سستضطر إلى أكل فرشها (التبن). بالإضافة إلى ذلك، قد تنبعث من التبن القديم المتحلل الغبار والذي قد يتسبب في مشاكل في الجهاز التتنفسي، فمن عيوب استخدامه أنه من أغلى أنواع المفروشات. كما أن فاعليته في الامتصاص عالية ولكن عند اتساخه يبدأ بالتحلل سريعا مما يتسبب في إنتاج رائحة كريهة منه. فبسبب الرطوبة التي بدورها تجعل التبن يتكتل سريعا وينتج العدوى البكتيرية.
رقائق الخشب عبارة عن خليط من اللحاء، ونشارة الخشب، والقشارات الأخرى. و بالرغم من أن تكلفة الفراش عالية إلا أن المزارعون يستخدمونه ويرغون فيه، إلا إنها توفر الحد الأدنى من الراحة والامتصاص، تنتج رقائق الخشب العفن والعفن الفطري بسبب بيئتها عالية الرطوبة . فهذا يؤدي إلى النمو البكتيري والعدوى المحتملة إذا لم يتم تغيرها بشكل دوري. كما أن رقائق الخشب معروفة بأنها تلوث فراء الحيوانات بالرقائق الرطبة من الفراش.
يتوجب تجفيف نشارة الخشب بالفرن لضمان نظافتها وقابليتها للامتصاص.تضمن نشارة الخشب تنظيفا سريعا وسهلا. و السبب أن المواد الملطخة والرطبة تلتصق مع بعضها البعض. على الرغم من أن عملية التنظيف أسهل، فتعرف نشارة الخشب بأنها تخلق الكثير من المشاكل الصحية مثل مشاكل الجهاز التنفسي والمسالك البولية، والتهاب الثدي، واضطرابات الجلد.
يعتبر الرمل مثاليا عند النظر إلى نمو الميكروبات. و يعتبر من أكثر الفرش راحة وذلك بسبب قدرته الطبيعية لتشكيل انحناء الحيوانات. و مع ذلك، تستطيع حبيبات الرمل الكبيرة أن تحدث سحجات وكدمات للحيوان. كما أن العيب الآخر لرمال بأنه ليس له قدرة عالية على الامتصاص وذلك يتسبب في صعوبة تنظيف المواد المتسخة.

## منافع الفراش
تستفيد العديد من الحيوانات من الفراش ومنها الماشية، والدواجن، والقوارض، والزواحف. ببساطة فإن الفراش يوفر الراحة لهذه الحيوانات. فحينما يرتب بصورة صحيحة، فإن هذه الهياكل المبطنة تقلل التهيج، على العكس من القوام الخشن فيتسبب بالألم والضغط على الجلد، والضغط العصبي. كم أنه بإمكان الهياكل المبطنة منع الكدمات والقروح للمحافظة على الجمال الجسدي للحيوان.
يخلق الفراش بيئة تحافظ على الرطوبة. مع أنه غير قادر على منع جميع الأنشطة الجرثومية. يمتص الفراش كمية من الرطوبة داخل بيئة المعيشة للحيوانات، كما أنه يمتص الفائض من البول ويساعد في جعل الحظيرة جافة حتى يتم تغيير الفراش إلى آخر . كذلك تعمل الحظيرة الأكثر جفافا على تعزيز التهوية والتي بدورها تعمل على خفض المستويات الضارة من مسببات الأمراض البيئية.
هناك الكثير من العوامل هذا البعض منها .العزل ضد الطقس البارد والتيار الهوائي البارد من بين أعمدة الحظيرة. و يساعد على السيطرة على الرائحة في المكان كما يجب. كما أنه يساعد في تقليل وتنقية الغبار للحماية من التهابات الجهاز التنفسي التي تحتل مرتبة عالية. كما أنه يؤدي إلى خلق بيئة مناسبة للتنظيم الحراري والمقاومة الكيميائية. يعتبر الفراش مثاليا لبعض أنواع الحيوانات بجانب بعض الخصوصية البسيطة التي تتناسب مع كل حيوان. فكل هذه العوامل فعلا تقلل الضغط العصبي والألم لتدعم فرص الاسترخاء الهادئ التي تزيد من عمر الحيوان الإجمالي، وانتاجيته، وشعوره بالارتياح.